# Kanton Saint-Paul-3
Der Kanton Saint-Paul-3 ist seit 1949 ein französischer Wahlkreis im Arrondissement Saint-Paul des Übersee-Départements Réunion. Er umfasst einen Teil der Gemeinde Saint-Paul.